# Ali Müfit Bahadır
Ali Müfit Bahadır (* 1947 in Istanbul) (häufig nur: Müfit Bahadir) ist ein deutscher Chemiker. Der in Istanbul geborene Bahadır promovierte 1975 in Bonn zum Dr. rer. nat. nach dem Studium dortselbst und in Berlin. Danach folgten Tätigkeiten in der Industrie und der Wechsel zum „GSF – Forschungszentrum für Umwelt und Gesundheit“ in München, wo er zuletzt Stellvertretender Leiter des Instituts für Ökologische Chemie war. Daneben erfolgte die Habilitation an der TU München zum Dr. agr. habil. 1989 erfolgte der Ruf auf die C4-Professur für Ökologische Chemie und Abfallanalytik der TU Braunschweig. Er gründete dort auch das gleichnamige Institut, das später in Ökologische und Nachhaltige Chemie umbenannt wurde. Von 2006 bis 2008 war Bahadir an der TU Braunschweig auch Vizepräsident für Forschung, Nachwuchswissenschaftler und Technologie-Transfer, sowie 2008 bis 2010 Vizepräsident für Internationale Beziehungen und Technologietransfer.
Der Ökonom Şefik Alp Bahadır ist sein Bruder.

## Ehrungen
- 1997: Dr. h. c., Selcuk Universität Konya, Türkei
- 2001: Ehrenmedaille der Mediterranean Scientific Association of Environmental
- 2002: Wahl zum Ordentlichen Mitglied der Braunschweigischen Wissenschaftlichen Gesellschaft (Akademie)
- 2006: UNESCO-Auszeichnung: Bildung für nachhaltige Entwicklung 2006/2007
- 2007: Auszeichnung mit Internationaler Preis für Angewandte Wissenschaften, Türkei
- 2011: UNESCO-Auszeichnung mit Bildung für nachhaltige Entwicklung 2011/2012
- 2012: Verleihung der Ehrenbürgerschaft der Stadt Konya, Türkei
- 2012: Auszeichnung mit Preis für Umweltwissenschaften, Akdeniz-Universität Antalya, Türkei
- 2022: Wahl zum Ehrenmitglied der Turkish Academy of Sciences (TÜBA)